# Канава (Гомельская область)
Канава (бел. Канава) — деревня в Журавичском сельсовете Рогачёвского района Гомельской области Беларуси.

## География

### Расположение
В 40 км на северо-восток от районного центра и железнодорожной станции Рогачёв (на линии Могилёв — Жлобин), 102 км от Гомеля.

### Гидрография
На реке Гутлянка (приток реки Днепр).

## Транспортная сеть
Транспортные связи по просёлочной дороге, затем по шоссе Могилёв — Довск. Планировка состоит из 2 разделённых рекой криволинейных улиц, ориентированных с юго-востока на северо-запад. Застройка двусторонняя, деревянная, усадебного типа.

## История
Обнаруженный археологами курганный могильник (38 насыпей, на восточной окраине) свидетельствует о заселении этих мест с давних времён.
После 1-го раздела Речи Посполитой (1772 год) в составе Российской империи. Деревня Канава во владениях Иоакима (Ефима) Михайловича Юдицкого, в 1777 году — 123 христианина и 3 иудея мужского пола.
Известна в XIX веке как деревня в Новобыховской волости Быховского уезда Могилёвской губернии. В 1909 году открыта школа, которая размещалась в наёмном крестьянском доме, в начале 1920-х годов для неё было выделено национализированное здание.
В ходе программы коллективизации сельского хозяйства в 1930 году организован колхоз.
Во время Великой Отечественной войны действовало патриотическое подполье (руководитель С. Ф. Шакоров). В 1943 году каратели сожгли 17 дворов. Освобождена 27 ноября 1943 года. 34 жителя погибли на фронте.
Согласно переписи 1959 года в составе колхоза «XXII партсъезд» (центр — деревня Хатовня).

## Население
- 1777 год — 123 христианина и 3 иудея (мужского пола);
- 1881 год — 50 дворов, 310 жителей;
- 1896 год — 72 двора;
- 1940 год — 141 двор, 504 жителя;
- 1959 год — 568 жителей (согласно переписи);
- 2004 год — 35 хозяйств, 56 жителей;
- 2019 год — 13 хозяйств, 18 жителей[2].